# Orehovec (potok)
Orehovec je potok, ki se jugovzhodno od naselja Čatež ob Savi kot desni pritok izliva v reko Savo. 